# Aventuras de la vida real (Editorial Novaro)
Aventuras de la vida real fue una revista de historietas publicada por SEA/Editorial Novaro desde 1957, con 377 números ordinarios y 1 especial, publicado este el 15 de junio de 1969, en la Serie Clásica, y 18 números en la Serie Colibrí.

## Creación y trayectoria editorial
Aventuras de la vida real forma parte de una primera hornada de cómics de producción autóctona y finalidad didáctica con las que Novaro vino a completar el resto de sus colecciones, compuestas mayormente de traducciones de material estadounidense de evasión: Vidas Ejemplares (1954), Vidas Ilustres (1956), Leyendas de América (1956), Tesoro de Cuentos Clásicos (1957), Epopeya (1958) y Lectura para Todos (1959).
| Número | Fecha      | Título                                | Guionista       | Dibujante | Precio facial en pesos |
| ------ | ---------- | ------------------------------------- | --------------- | --------- | ---------------------- |
| 001    | 01/01/1956 | Cristóbal Colón                       | Javier Peñalosa | Raúl Alba | 1                      |
| 004    | 01/04/1956 | Hernán Cortés. Conquistador de México |                 |           |                        |